# Сао (нереида)
Сао — в древнегреческой мифологии нереида. Сао ассоциировалась с мореплаванием. На неё ссылались, как на «Спасательницу» и «Безопасность». Её именем назван спутник Нептуна.